# رابرت دیل-بوندی
رابرت دیل-بوندی (انگلیسی: Robert Dill-Bundi؛ زادهٔ ۱۸ نوامبر ۱۹۵۸) دوچرخه‌سوار اهل سوئیس است.
وی در مسابقات کشوری و بین‌المللی در مجموع برندهٔ ۱ مدال طلا شده‌است.